# In Bruges
In Bruges er en britisk/amerikansk sort komediefilm fra 2008 instrueret og skrevet af Martin McDonagh og med Colin Farrell, Brendan Gleeson og Ralph Fiennes på rollelisten. Farrell vandt en Golden Globe Award for bedste skuespiller og Martin McDonagh vandt en BAFTA Award for bedste originale manuskript. Filmen finder sted – og blev filmet i – den belgiske by Brugge, på engelsk kaldet Bruges.

## Medvirkende
- Colin Farrell
- Brendan Gleeson
- Ralph Fiennes
- Clémence Poésy
- Jordan Prentice
- Thekla Reuten
- Jérémie Renier
- Anna Madeley
- Elizabeth Berrington
- Željko Ivanek
- Ciarán Hinds

## Ekstern henvisning
- In Bruges på Internet Movie Database (engelsk)
- In Bruges på Filmdatabasen
- In Bruges på Filmstriben
- In Bruges på Scope
- In Bruges i Svensk Filmdatabas (svensk)
- In Bruges på AlloCiné (fransk)
- In Bruges på MovieMeter (nederlandsk)
- In Bruges på AllMovie (engelsk)
- In Bruges hos American Film Institute (engelsk)
- In Bruges hos British Film Institute (engelsk)